# Sainte-Pazanne
 Sainte-Pazanne  es una población y comuna francesa, situada en la región de Países del Loira, departamento de Loira Atlántico, en el distrito de Nantes y cantón de Le Pellerin.

## Demografía
| 2439 | 2527 | 2645 | 2940 | 3159 | 3448 |
| Para los censos de 1962 a 1999 la población legal corresponde a la población sin duplicidades (Fuente: INSEE [Consultar]) |      |      |      |      |      |